# آغری (اردوباد)
آغری (به لاتین: Ağrı، به ارمنی: Աղբի آغوی) یک منطقه مسکونی در جمهوری آذربایجان است که در شهرستان اردوباد واقع شده است. آغری ۲۹۱ نفر جمعیت دارد.